# كرايغ ويستون
كرايغ ويستون (بالإنجليزية: Craig Weston)‏ هو لاعب دوري الرغبي أسترالي، ولد في 20 ديسمبر 1973.